# Qaher-1
El Qaher-1 (árabe: قاهر-1, que significa "Coquistador-1") es un misil superficie-superficie desarrollado localmente por los hutíes basándose en el misil soviético S-75 Dvina y que funciona en dos etapas, con combustible líquido y combustible sólido. Fue presentado en diciembre de 2015. Los hutíes también han desarrollado otra variante conocida como Qaher-M2.